# Самба (танець)
Самба — один з бальних танців латиноамериканської програми, що виник під впливом бразильської самби і виконується під музику в стилі самба або під інші латиноамериканські мелодії. Розмір танцю 2/4, однак на кожний такт припадає три кроки (повільний, швидкий, швидкий), тому самба часто сприймається як танець із розміром 3/4.
Бальна самба склалася в 1920-х роках як парний варіант бразильської самби, однак сучасна бальна самба доволі відійшла від своїх витоків, зокрема включивши запозичення з інших латиноамериканських танців.
Характерною ознакою самби є баунс — згинання і розгинання колін. Є різні види баунсу. Тут використовується один із найпростіших.

## Історія
Самба є бразильським танцем, який сягає корінням в штат Баїя. Згодом з'явилися перші школи самби та групи любителів танців (порт. blocos «блоки»), зазвичай у кількості до п'ятдесяти осіб, які проходили парадами по вулицях.
Перші бразильські карнавали з'явилися у 1920—1930-х роках. Вони стали традиційними не тільки для Ріо-де-Жанейро, але й для інших великих міст. Карнавал давно перетворився на змагання, на яких різні школи самби змагаються за звання «Найкращої школи самби».
«Бразильці так полюбили самбу, що вона стала їхньою національною музикою. А Ріо — центром найрізноманітніших напрямків самби. Тут діє безліч шкіл самби, тут мешкає його народний варіант — самба бразильських нетрів» — Жильберту Жил.

## Різновиди танцю самба

### Самба де роду
Самба де роду (Samba de roda - кругова самба або самба в колі) імпровізований афробразильський танець штату Баїя. Найбільш древній та автентичний вид самби, від якого зародилася міська самба каріока. У Баїє зазвичай чоловіки виконують музичний акомпанемент, а жінки співають і плескають у долоні. Згідно з традицією, ці виконавці складають коло, в якому зазвичай танцює лише одна або рідше дві жінки. Чоловіки рідко входять у коло виконання танцю. Капоейристи також грають капоейру в колі (порт. roda), яка найчастіше закінчується танцем самбою де роду з їх участю.

### Самба ну пе
Самба ну пе (Samba no pé — самба на ступнях) — рухи цього танцю використовують танцівниці (passistas), які їдуть на спеціальному барвистому фургоні під час проходження шкіл самби на карнавалах. У цьому випадку це один із видів карнавальної самби - сольний танець у виконанні жінок. Може виконуватися на танцмайданчику як парний танець без підтримки, тобто партнери тримаються на відстані.

### Самба Аше
Самба Аше (Samba Axé) танець виконується соло чи великими групами. Форма самби, яка змішує елементи самби ну пе і аеробіки, обігрує жартівливі тексти пісень.

### Самба реггей
Самба реггей (Samba Reggae) зародилася у бразильському штаті Баїя. Дуже поширена версія самби, яка виконується під музику реггі.

### Самба де гафіейра
Самба де гафіейра (Samba de Gafieira) - парний соціальний танець, який поєднує в собі елементи машише, відомого раніше під назвою «бразильське танго», аргентинського танго, вальсу. На показових шоу танець виконується з акробатичними рухами, запозиченими із рок-н-ролу.

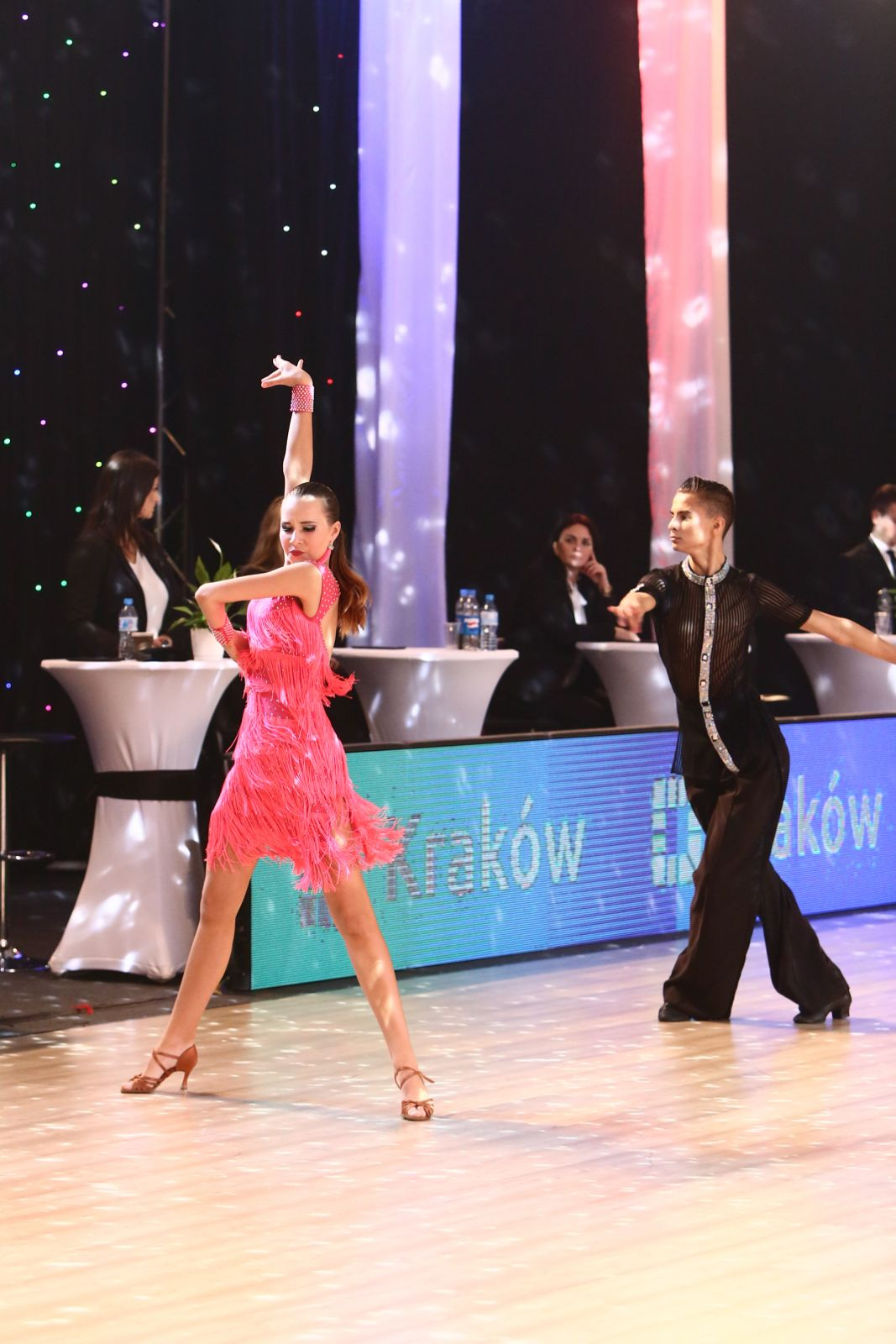

Назва стилю походить від бразильського слова гафієйра, що позначає танцювальний майданчик. У Бразилії самба де гафієйра вважається бальним або точніше салонним танцем (dança de salão), але зовсім відрізняється від спортивної міжнародної самби. Вражаюча відмінність двох варіантів пов'язана з тим, що самба де гафіейра походить від машише безпосередньо. Бальний танець самба (міжнародний стандарт) формувався в Європі та США на основі облагородженого та позбавленого машише, що викликає еротичність. Такий танець був представлений у 1909 році в Парижі парою бразильських танцюристів Дуке (бразильська вимова: Duque - Antonio Lopes de Amorim Diniz, 1884-1853) та Марією Ліна (Maria Lina). Дуке створив власну хореографію машише, якої навчав з 1914 року у відкритій школі танців у Парижі. В даний час робляться кроки зі стандартизації самби де гафіейра з метою прийняття її в обов'язкову латиноамериканську програму бальних танців (International Latin). Стандартні постаті самби де гафієйра наводить бразильський дослідник салонних танців Марку Антоніу Перна.

### Бальний танець самба
Бальний танець самба (порт. Samba internacional, англ. International Ballroom Samba) в даний час відноситься до парних бальних танців  і є обов'язковим для виконання в латиноамериканській програмі.
Для бального танцю самба характерні часта зміна положень партнерів, рухливість стегон і загальний експресивний характер. Танцювальні рухи характеризуються швидким переміщенням ваги тіла за допомогою згинання та випрямлення колін. Основна тактова схема хореографії: a-slow, slow, a-slow, slow. Деякі типові па танцюристів: бота фогу (від назви району Ріо-де-Жанейро Botafogo), корта жака (corta jaca), поворот (volta), швидкий рух (whisk) та схрещування (cruzado).
Бальний танець самба виник внаслідок взаємного впливу двох культурних традицій: африканських ритуальних танців чорношкірих рабів, які прибували до Бразилії з Анголи та Мозамбіку, та європейських танців (вальс, полька), привнесеними португальцями. Самба також зазнала впливу бразильського танцю шоте (порт. xote, xótis), що розвинувся з шотландської польки в її німецькому варіанті. До контакту з європейською культурою африканці не мали парних танців.
Енциклопедія Британника зазначає, що цей стиль парного танцю має бразильське походження. Цей вид самби став популярним у США та Західній Європі наприкінці 40-х років XX ст. Багато рухів танцюристів було запозичено з машише («бразильське танго»). Партнери можуть розривати пару та виконувати деякі танцювальні рухи на значній відстані один від одного.
У Європі аж до 1914 року бальний танець самба не був відомий, оскільки в моді був машише, що вважався бразильським танцем, а в Бразилії до початку 30-х років XX століття в міському середовищі самба існувала в симбіозі з машише, який був у великій моді Бразилії в 1870-1914 роках: самба-машише (samba-maxixe). Машише заборонявся через еротичні рухи танцюристів. Слід зазначити, що сексуальна відвертість та експресія машише також властива ангольському танцю тарарашья (tarraxinha), який походить від повільної ангольської семби і вважається різновидом кізомби, а у всіх цих танцях присутній характерний древній ритуальний рух — умбігада. Така явна паралель надає безперечні підстави для припущення про єдиний початок ангольської семби та бразильської самби.
Незважаючи на те, що цей бальний танець називається самбою і походить від бразильських танців, у Бразилії він носить назву «міжнародна самба» (порт. o samba internacional), не вважається типово бразильським і мало відомим у країні. Костюми танцюристів, музичний супровід та стиль виконання міжнародної самби мають мало спільного із самбою де гафієйра, яка є популярним бальним танцем у Бразилії. Рухи сучасного бального танцю самба головним чином ґрунтуються на па, запозичених з машише, і не завжди виконуються в ритмі самби, оскільки часто супроводжуються музикою фламенко, ча-ча-ча та сальси.

## Ритм самби
Відмінною рисою самби, як та інших видів афроамериканської музики та танців, є ритм. Також можна танцювати бальну самбу з фламенко, зук та іншими південноамериканськими ритмами.